# Liste der Monuments historiques in Venerque
Die Liste der Monuments historiques in Venerque führt die Monuments historiques in der französischen Gemeinde Venerque auf.

## Liste der Bauwerke
| Bezeichnung                 | Beschreibung              | Standort | Kennzeichnung | Schutzstatus | Datum | Bild           |
| --------------------------- | ------------------------- | -------- | ------------- | ------------ | ----- | -------------- |
| Kirche St-Pierre-St-Phébade | Erbaut im 12. Jahrhundert | (Lage)   | PA00094653    | Classé       | 1840  | weitere Bilder |

## Liste der Objekte

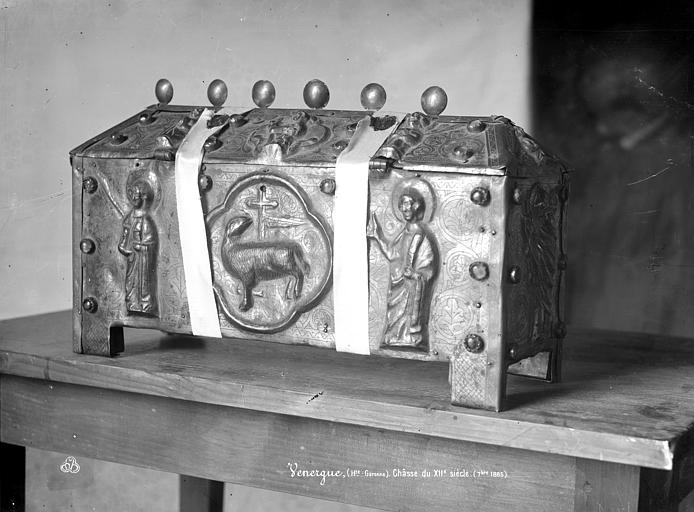
Reliquienschrein des heiligen St-Phébade (13. Jahrhundert)

- Monuments historiques (Objekte) in Venerque in der Base Palissy des französischen Kultusministeriums